# Асоціація «Стратегія ЄС для Дунайського регіону»
Асоціація органів місцевого самоврядування «Стратегія ЄС для Дунайського регіону» (англ. Association of Ukrainian Regions «EU Strategy for the Danube Region») — об'єднання місцевих рад територіальних громад. Створене для координації діяльності та розвитку місцевих громад, розташованих у Дунайському регіоні України. Основна мета діяльності — сприяти транскордонній співпраці, сталому розвитку територій та інтеграції українських регіонів у загальноєвропейський простір через реалізацію проєктів в рамках Європейської Стратегії для Дунайського регіону.

## Історія
Асоціація була заснована у 2015 році після ухвалення Європейською Комісією Стратегії Європейського Союзу для Дунайського регіону. До складу Асоціації входять місцеві ради з чотирьох областей України: Одеської, Івано-Франківської, Чернівецької та Закарпатської.
Її діяльність зосереджена на сприянні розвитку регіонів України, які межують з Дунаєм, та розширенні співпраці з сусідніми країнами. У 2019 році було підписано меморандум про співпрацю з Асоціацією об'єднаних територіальних громад, що стало важливим кроком для активізації міжнародної діяльності громад України у Дунайському регіоні.
За участі Асоціації «Європейська стратегія для Дунайського регіону» були реалізовані такі проєкти, як мистецький фестиваль «Українська Бессарабія», фестиваль «Дністровські гостини», XVIII Міжнародний фестиваль болгарської культури «Българи да си останем!» та фестиваль Bandura Fusion. Асоціація є співпартнером проєкту «Музей української книги» на базі Одеської обласної універсальної наукової бібліотеки імені М. С. Грушевського⁣, а також партнером Одеської національної наукової бібліотеки.
Проєкт «Інвентаризація, оцінка та зменшення впливу антропогенних джерел забруднення в Нижньодунайському регіоні» реалізовано у межах спільної програми «Румунія — Україна — Республіка Молдова». Проєкт отримав понад 1,5 мільйона гривень фінансування і був завершений у 2017 році.
З 2018 по 2022 рік асоціація координувала бренч-офіс в місті Одеса технічного секретаріату спільної програми з транскордонного співробітництва Румунія-Україна 2014—2020. Цей офіс став важливим осередком для координації проєктів, обміну інформацією та налагодження співпраці між партнерами з обох країн. За ці роки було успішно реалізовано ряд проєктів: «Чиста ріка — Дунай», «HEALTH/4.1/1», «Інтегрована система реагування на надзвичайні ситуації в дельті Дунаю» та проєкти типу SAGA.
У 2022 році Україна стала першою державою, що не є членом ЄС, яка почала головувати в Стратегії ЄС для Дунайського регіону, що стало значною подією для країни та відкрило нові перспективи для її участі в європейських ініціативах. Завдяки цьому головуванню Асоціація «Стратегія ЄС для Дунайського регіону», яка представляє Україну в цій стратегії, значно посилила свої позиції та розширила можливості для діяльності.
З початком повномасштабного вторгнення Асоціація долучалась до волонтерських ініціатив і є співпартнером проєкту «Гуманітарний Хаб Ісакча», який включав організацію навчальних курсів з вивчення румунської мови у місті Тулча та місті Ісакча, соціальну адаптацію українських біженців.
Протягом 2022—2024 років діяльності Асоціація готувала аналітичні матеріали та брала участь у формуванні державної політики щодо європейської інтеграції та регіонального розвитку. У 2024 році її головним завданням стало просування інтересів водокористувачів у контексті прийняття Плану управління річковим басейном Нижнього Дунаю (ПУРБ), ключового документа, що визначає основні напрями управління водними ресурсами річкового басейну на період 2025—2030 років.
У 2025 році Асоціація розширила свою діяльність, залучивши до співпраці Альянс відновлення України, Морську екологічну асоціацію та Чорноморський ресурсний центр. Також Асоціація почала працювати над транскордонним проєктом «Покращення доступу до освіти в прикордонних регіонах як важливий фактор соціалізації та інтеграції до ЄС», що реалізується за програмою Interreg NEXT Румунія-Україна 2021—2027. Цей проєкт спрямований на розвиток освіти та інтеграцію громад до ЄС.

## Місія та напрямки діяльності
Асоціація спрямовує свої зусилля на досягнення таких завдань:
- Підвищення рівня співпраці між місцевими громадами України та країнами Дунайського регіону[18][19].
- Реалізація проєктів в галузі охорони довкілля, розвитку інфраструктури, транспорту та енергетики[20][21].
- Сприяння економічному зростанню шляхом участі у програмах транскордонної співпраці, таких як «Україна — Румунія», «Україна — Молдова», «Чорне море» тощо[22].
- Зміцнення позицій українських громад у сфері міжнародної політики через участь у спільних проєктах та ініціативах[23].